# Peakto
 (août 2025).
Motif : Les sources ne paraissent pas avoir l'indépendance requise pour être considérées comme des sources secondaires étayant la notoriété attendue. Cf WP:CAA .
- Archive Wikiwix
- Bing
- Cairn
- DuckDuckGo
- E. Universalis
- Gallica
- Google
- G. Books
- G. News
- G. Scholar
- Persée
- Qwant
- (zh) Baidu
- (ru) Yandex

| 1. | Préciser le motif de la pose du bandeau. | Précisez le motif de la pose du bandeau en utilisant la syntaxe suivante : {{admissibilité à vérifier\|date=août 2025\|motif=remplacez ce texte par le motif}}              |
| 2. | Informer les utilisateurs concernés.     | Pensez à avertir le créateur de l'article, par exemple, en insérant le code ci-dessous sur sa page de discussion : {{subst:avertissement admissibilité à vérifier\|Peakto}} |

Peakto est un logiciel de gestion et d’indexation de photographies et de vidéos développé par la société française CYME. Il permet d’agréger, de parcourir et d’organiser des bibliothèques multimédias provenant de différents logiciels et supports, sans déplacer les fichiers originaux. Conçu initialement pour la photographie, il a évolué vers la prise en charge avancée de la vidéo, intégrant des outils de pré-édition et de collaboration pour les professionnels de l’audiovisuel,.

## Historique
CYME est une société française éditrice de logiciels destinés aux photographes et vidéastes, amateurs avancés et professionnels. Peakto a été lancé afin de répondre au besoin croissant d’indexer et de naviguer dans des bibliothèques multimédia fragmentées entre divers stockages et applications.
En 2024, Peakto a ajouté des fonctionnalités de gestion vidéo, de recherche dans les dialogues et de pré-édition collaborative, visant notamment les studios de post-production et équipes créatives. En 2025, le logiciel a été récompensé sur la scène internationale, notamment au NAB Show à Las Vegas.

## Fonctionnalités
Peakto se présente comme un catalogueur multimédia universel :
- Compatibilité multi-logiciels : prise en charge de bibliothèques issues de Final Cut Pro, Adobe Premiere Pro et DaVinci Resolve, ainsi que de nombreux catalogues photo (Lightroom, Apple Photos, Pixelmator Pro, etc.)[3].
- Recherche assistée par IA : indexation visuelle, reconnaissance de visages et transcription textuelle permettant de rechercher des séquences vidéo par description ou dialogue[2],[6].
- Architecture sans cloud : traitement local des fichiers et des métadonnées, sans envoi obligatoire vers des serveurs distants[4],[6].
- Outils collaboratifs : annotations partagées, organisation commune et pré-édition avant l’export vers un logiciel de montage vidéo[2].
- Compatibilité photo : gestion de formats RAW, JPEG, HEIC, et organisation par mots-clés, visages, lieux ou critères esthétiques[3].

## Récompenses
- Product of the Year Award — NAB Show 2025 (Las Vegas, États-Unis) : récompense décernée par un jury de professionnels du NAB Show, saluant l’innovation dans la production et post-production audiovisuelles[5].
- Coup de Cœur du Jury — SATIS Awards 2024 (Paris, France) : distinction attribuée lors du Salon des technologies de l’audiovisuel et du spectacle[7].

## Réception
La presse spécialisée a salué la capacité de Peakto à centraliser des bibliothèques dispersées et à fluidifier les flux de travail multimédias,. Des publications telles que ProVideo Coalition ont mis en avant ses fonctions de recherche vidéo alimentée par IA, tandis que Fstoppers a souligné son intérêt pour les workflows collaboratifs. Du côté de la presse Mac, Mac4Ever a relevé son intégration avec des outils créatifs et sa gestion locale des données, présentée comme un gage de confidentialité.

## Logiciels similaires
Peakto est un catalogueur et gestionnaire de médias pour macOS, comparable dans ses usages à d’autres solutions professionnelles. 
Parmi les alternatives propriétaires figurent Adobe Lightroom (Windows et macOS) et Capture One (Windows et macOS). 
Du côté des solutions libres et multiplateformes, on peut citer digiKam (Linux, macOS, Windows), darktable (Linux, macOS, Windows) et RawTherapee (Linux, macOS, Windows).